# Totteridge & Whetstone (métro de Londres)
Totteridge and Whetstone (en anglais : Totteridge and Whetstone tube station ou Totteridge and Whetstone Underground Station), est une station, de la ligne Northern du métro de Londres, en zone 4 Travelcard. Elle est située sur la Totteridge Lane, à Whetstone (en), sur le territoire du borough londonien de Barnet, dans le Grand Londres.

## Situation sur le réseau
La station Totteridge & Whetstone, de la branche High Barnet de la ligne Northern du métro de Londres, est située entre la station terminus nord de High Barnet et la station Woodside Park en direction du terminus sud Morden. Elle dispose des deux voies de la ligne encadrées par deux quais latéraux numérotés : 1 et 2.

Plans de la ligne, du métro et des transports à Londres
Ligne Northern.
Métro.
Réseaux de Londres.

## Histoire

### Gare de Totteridge & Whetstone
La gare de Totteridge & Whetstone est mise en service le 1er avril 1872 par la Great Northern Railway sur la Edgware, Highgate and London Railway (en).
Devenue une gare de la London and North Eastern Railway (LNER) en 1923, elle est desservie par cet opérateur jusqu'en 1941. Puis son successeur British Rail y poursuit une activité marchandises jusqu'à la fermeture de la gare le 1er octobre 1962.

### Station Totteridge & Whetstone du métro
La première desserte par une rame du métro de Londres a lieu le 14 avril 1940.

## Services aux voyageurs

### Accès et accueil
L'entrée principale de la station est située sur la Totteridge Lane, à Whetstone (en).

### Desserte
La station Totteridge & Whetstone est desservie par des rames de la ligne Northern du métro de Londres circulant sur les relations High Barnet  - Morden (ou Kennington).

Installations et Desserte
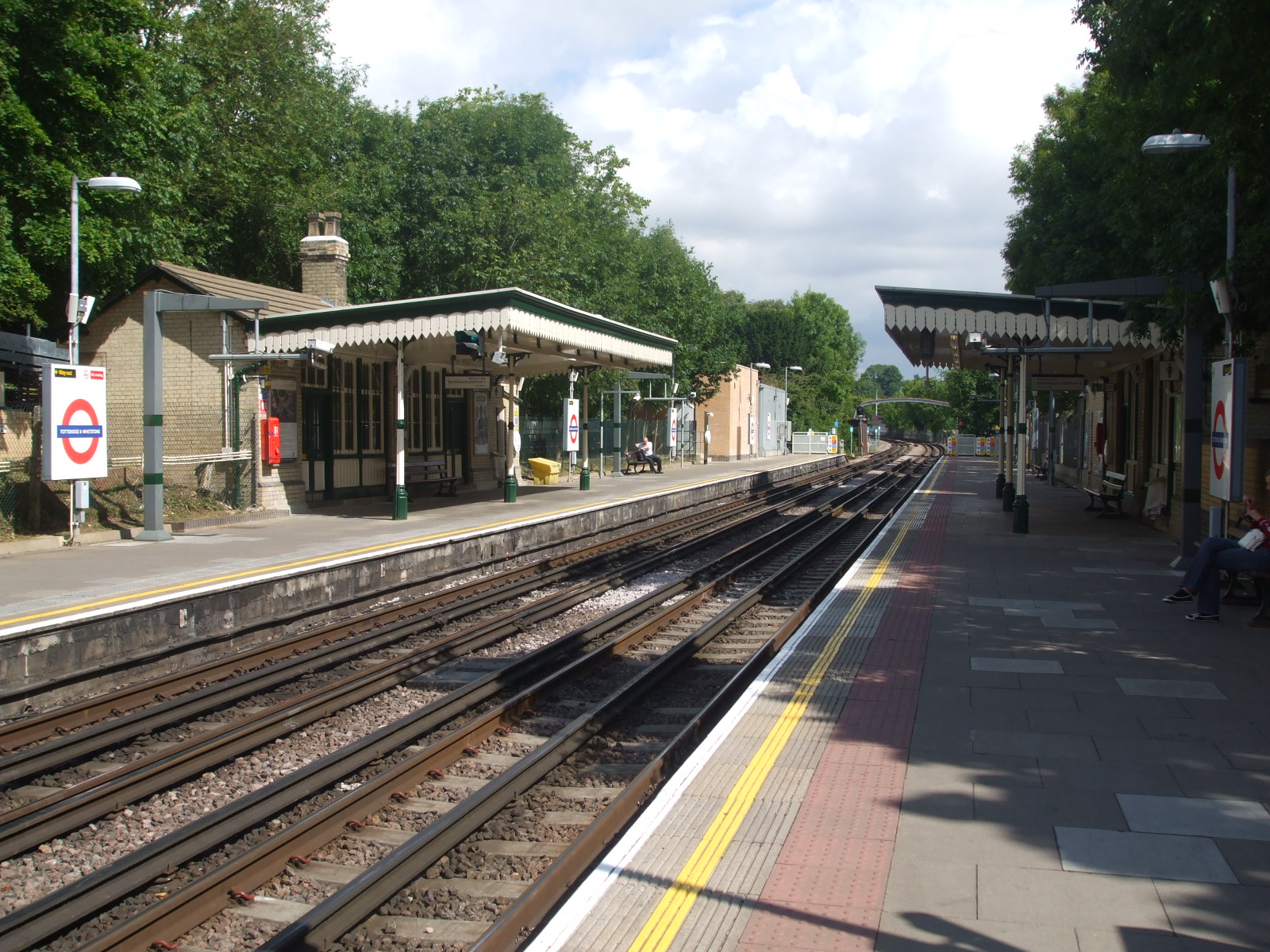
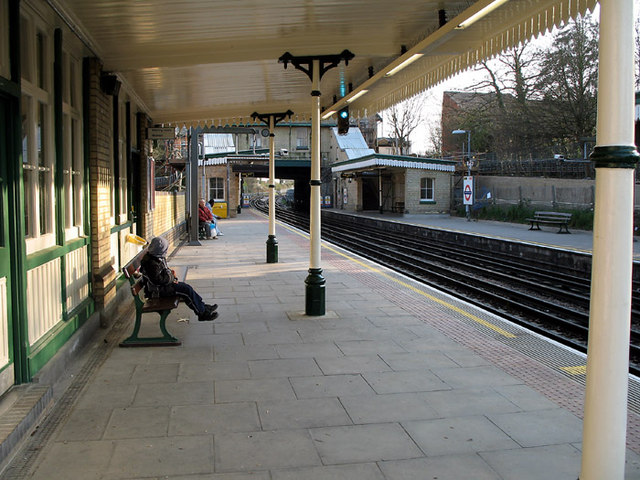
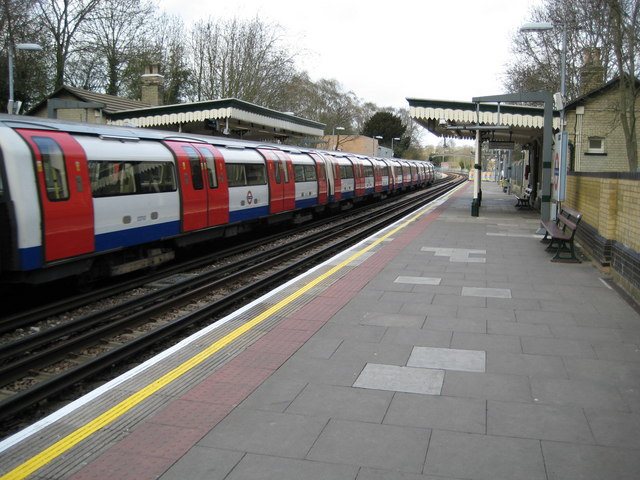

### Intermodalité
Elle est desservie par des autobus de Londres des lignes 251, 326, 605, 628 et 688.

## À proximité
- Whetstone (en)